# مارتین کاراداغیان
مارتین کاراداغیان (ارمنی: Մարտին Կարադաղյան؛ اسپانیایی: Martín Karadagian‎؛ ۳۰ آوریل ۱۹۲۲ – ۲۷ اوت ۱۹۹۱) بازیگر، ورزشکار کشتی کج و بازیگر تلویزیون ارمنی‌تبار اهل آرژانتین بود.

## زندگی‌نامه
وی در ۳۰ آوریل ۱۹۲۲ در بوئنوس آیرس به دنیا آمد د. وی در ۲۷ اوت ۱۹۹۱ در ۶۹ سن سالگی در بوئنوس آیرس درگذشت و در آرامگاه رکوله‌تا به خاک سپرده شد.

## نگارخانه

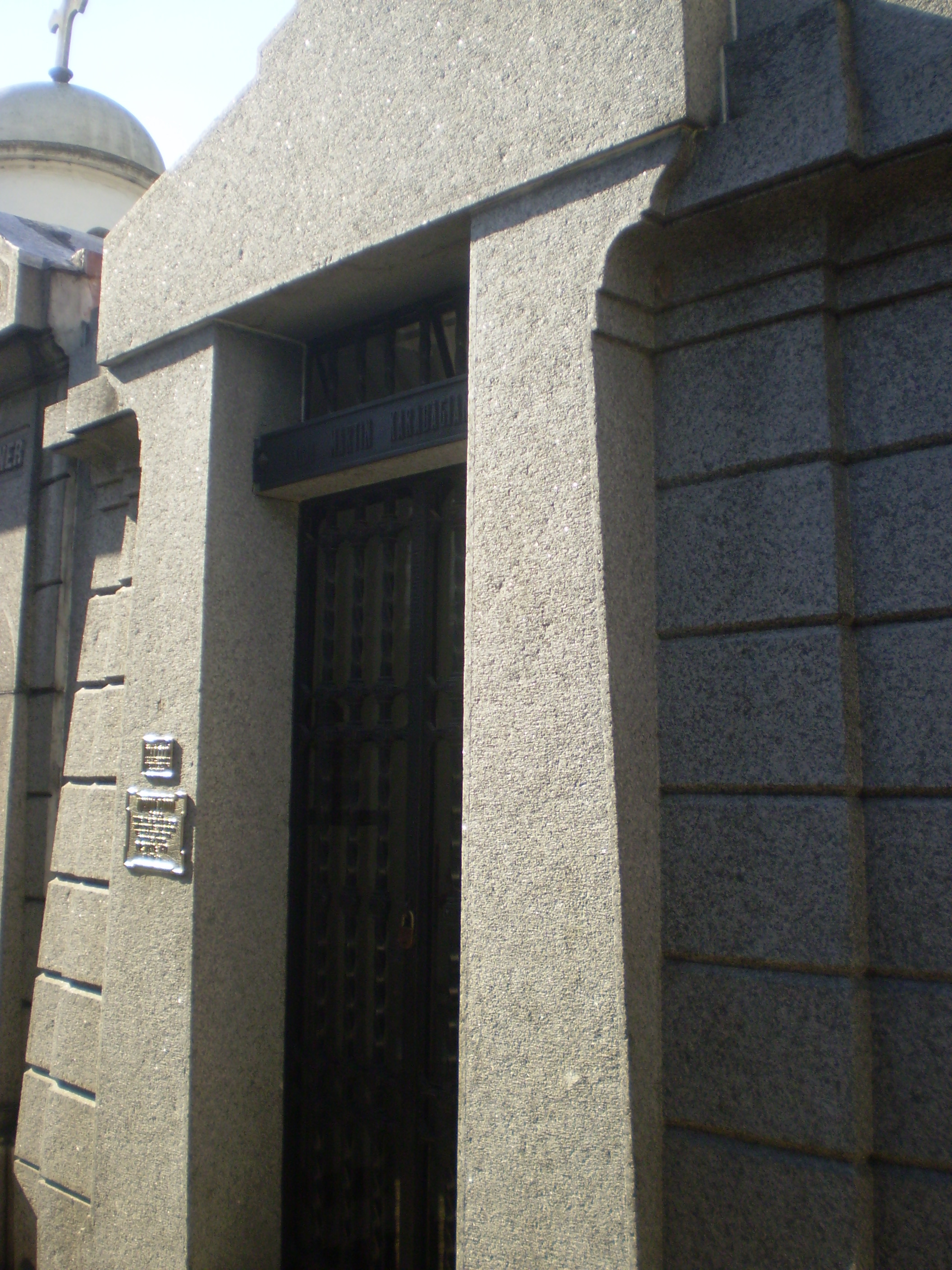
Karadagián's Recoleta crypt.
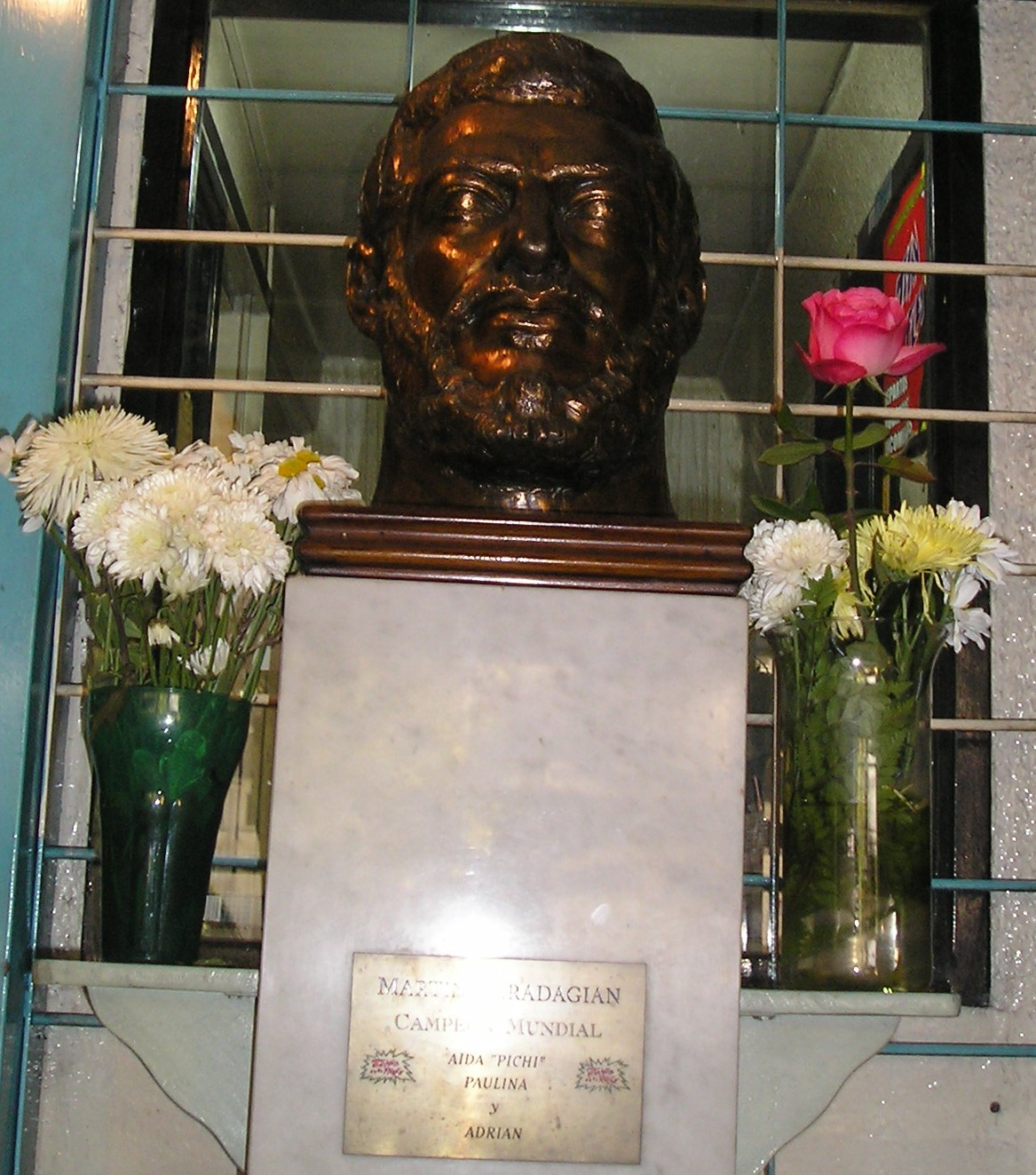
Memorial in Karadagián's gym.